# باشگاه فوتبال حمام الانف
باشگاه فوتبال حمام الانف (به انگلیسی: CS Hammam-Lif) یک باشگاه فوتبال در کشور تونس است.
این باشگاه که در سال ۱۹۴۴ میلادی تأسیس شده‌است در شهر حمام الانف قرار دارد، سابقه ۴ قهرمانی در لیگ دسته اول فوتبال تونس و ۹ قهرمانی در جام حذفی فوتبال تونس را دارد.